# Madracis brueggemanni
Espèce
Statut CITES
Madracis brueggemanni est une espèce de coraux appartenant à la famille des Astrocoeniidae ou la famille Pocilloporidae.